# Поводень сірий
Поводень сірий (Graphoderus cinereus) — вид жуків родини плавунців (Dytiscidae).

## Поширення
Палеарктичний вид. Поширений в Європі (крім Ірландії, Португалії та Греції), на Кавказі та у Північній Азії.